# マイソールの人喰い熊

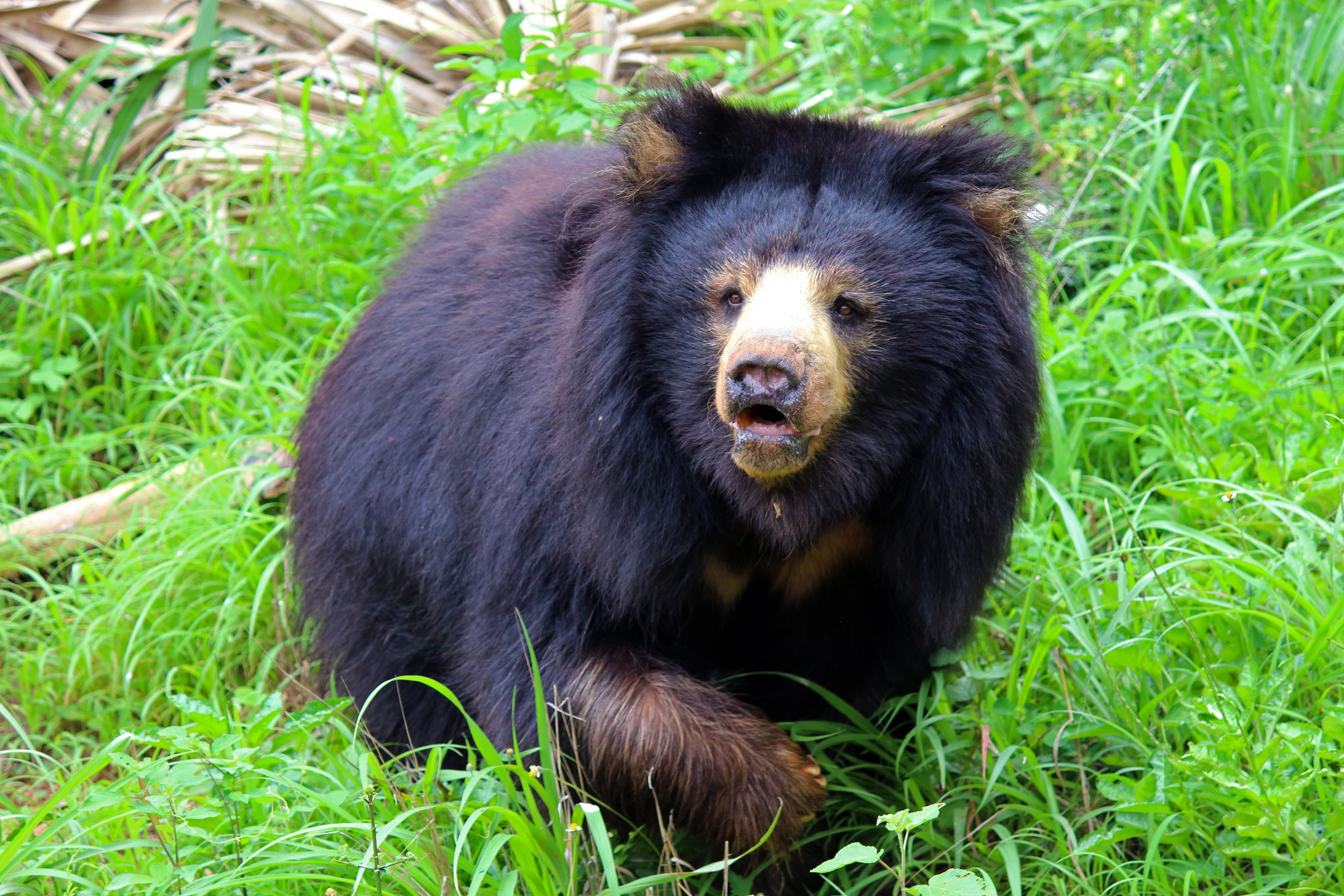
ナマケグマ

マイソールの人喰い熊（マイソールのひとぐいぐま、英語: the Sloth Bear of Mysore）は、インド南部のマイソール付近、カルナータカ州で発生した熊害（獣害）。1957年に刊行されたケネス・アンダーソンの著書Man-Eaters and Jungle Killersの"Alam Bux and the Big Black Bear"に掲載されている。少なくとも12人が死亡し、世界最悪の被害を出したクマ事件となった。